# 變光星雲

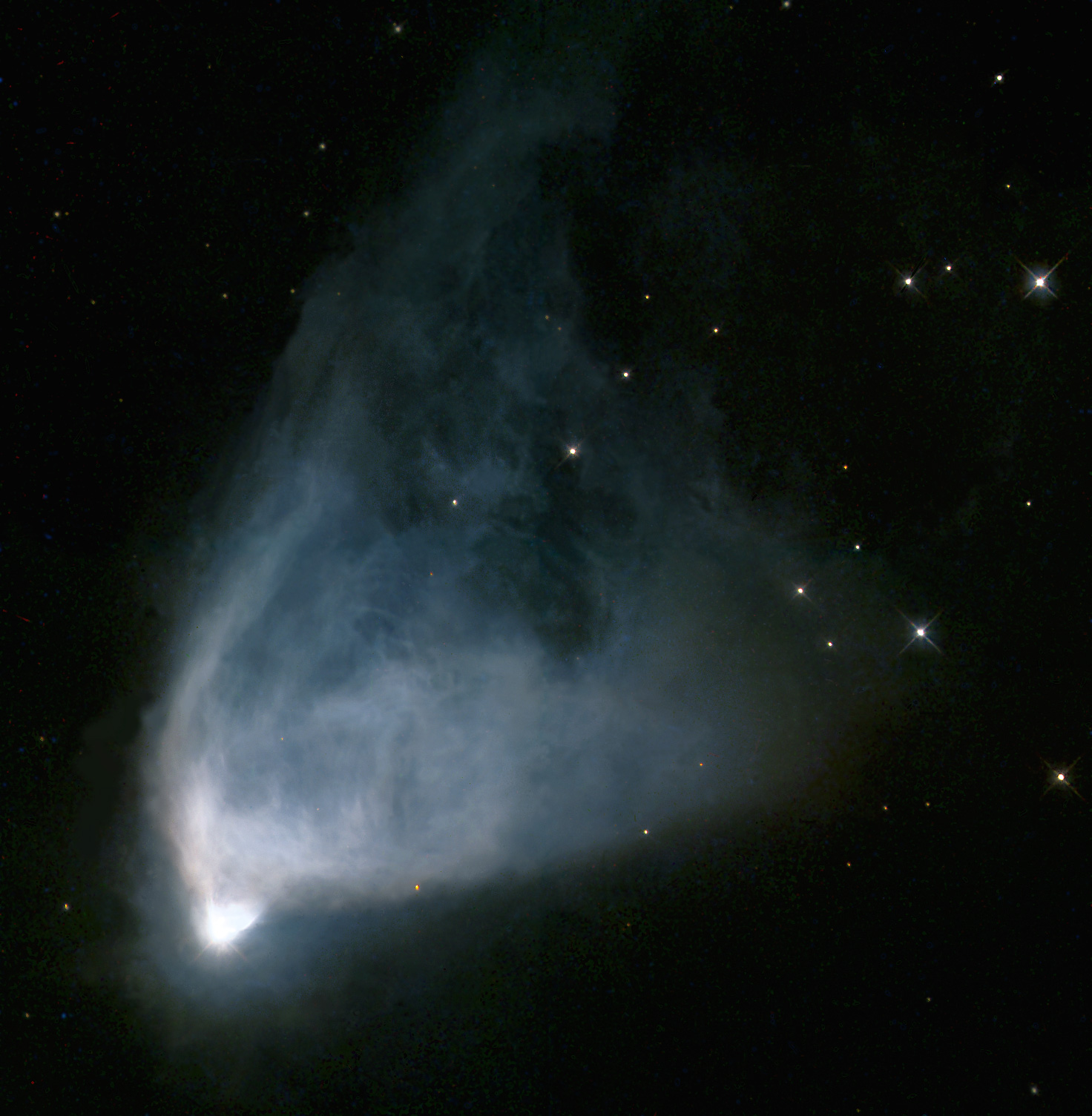
哈伯太空望遠鏡拍攝的NGC 2261，是變光星雲的典型例子。

變光星雲是反射星雲的一種，因為照亮他的恆星改變光度而出現變光的現象。例如金牛T星就是照亮變光星雲的同時改變自身光度，使得反射星雲出現變光現象。